# Takeo Takagi
Takeo Takagi (高木 武雄 Takagi Takeo?,  25 de enero de 1892 - 8 de julio de 1944) fue un oficial de la Armada Imperial Japonesa que alcanzó el rango de almirante y tomó parte en la Segunda Guerra Mundial.

## Biografía

### Carrera militar
Takagi nació en la ciudad de Iwaki, en la prefectura de Fukushima. 
Se graduó en la 39.ª promoción de la Academia Naval Imperial Japonesa, ocupando el puesto número 17 de los 148 cadetes que se graduaron en 1911. Como marinero, inicialmente sirvió en el crucero Aso y en el acorazado Shikishima, y posteriormente lo haría en el crucero Asama y el acorazado Kawachi. Pasado un tiempo sirvió en la flota de submarinos, y tras realizar un curso de navegación y uso de torpedos, pasó a mandar varios de ellos, como el S-24, el Ro-28 y el Ro-68. En 1931 fue enviado como agregado naval a Europa y Estados Unidos. Un año después fue ascendido al rango de capitán de navío.
En 1933 fue nombrado comandante del crucero Nagara, luego del crucero Takao en 1936 y del acorazado Mutsu en 1937. Takagi fue promocionado al rango de contraalmirante el 15 de noviembre de 1938.

### Segunda Guerra Mundial
A finales de 1941, coincidiendo con el inicio de la Guerra del Pacífico, Takagi fue puesto al frente de las fuerzas navales que apoyaron la invasión de las islas Filipinas; posteriormente dirigió la fuerza naval que apoyó los desembarcos japoneses en la isla de Java, en las Indias Orientales Neerlandesas. Tuvo un destacado papel durante la Batalla del Mar de Java, en febrero de 1942, durante la cual mandó la flota japonesa que intervino en los combates. Sin embargo, debido a la inexperiencia de Takagi en operaciones aeronavales con portaaviones, éste acabó delegando el mando operacional en el contralmirante Chūichi Hara.
Takagi ascendió al rango de vicealmirante el 1 de mayo de 1942. Fue nombrado comandante de la fuerza especial de portaaviones —Shōkaku y Zuikaku— que estaba previsto utilizar durante la Operación Mo, que finalmente no se llevó a cabo. Ello, sin embargo, le convirtió en uno de los principales comandantes de la Batalla del Mar de Coral, estando al frente de la fuerza de portaaviones que intervino en los combates. En noviembre de 1942 Takagi fue nombrado comandante del Distrito de guardia de Mako —la mayor base naval japonesa en Formosa— y en abril de 1943 fue puesto al frente del Distrito de guardia de Takao. Unos meses después después, el 21 de junio, fue nombrado comandante de la 6.ª Flota de la Armada Imperial —compuesta principalmente por submarinos—, con base en las islas Marianas. Sus fuerzas sufrieron fuertes pérdidas durante la Campaña de las Islas Gilbert, entre finales de 1943 y comienzos de 1944. Takagi había situado su cuartel general en la isla de Saipán, pensando que sería una buena posición para mandar sus unidades. Sin embargo, los norteamericanos desembarcaron en la isla el 15 de junio de 1944 y desde ese momento se vio atrapado por el ataque de las fuerzas americanas. Se cree que Takagi murió durante la Batalla de Saipán, aunque se desconoce su paradero final: no está claro si intentó salir de la isla en un submarino, o si se suicidó en el interior de la jungla. El 6 de julio mandó al exterior su último mensaje, tras haber solicitado repetidamente ser evacuado.
La Armada Imperial lo ascendió al rango de Almirante de forma póstuma, en cuanto tuvo conocimiento de su muerte.